# Pokraka
Pokraka (Pocholo) – kolumbijska telenowela z 2007 roku. Serial składa się ze 120 odcinków, każdy po 45 minut. Serial emitowany jest w Polsce przez telewizję Zone Romantica od 23 stycznia 2008. 

## Opis fabuły
Alvaro Larrea (Orlando Valenzuela) tytułowy Pokraka pragnie dostać się na uniwersytet, jednak szkoła zgubiła wszystkie jego dokumenty i świadectwa. Jedynym wyjściem z tej sytuacji jest cofnięcie się do szkoły na jeden rok. Decydując się na to nie będzie miał jak utrzymać swojej żony Mariluz (Inés Oviedo) i trójki dzieci Andresa, Moniki i Sary. Na pomoc bogatego, posiadającego klinikę brata Nicolasa (Fernando Solórzano), Fernando Arevalo nie ma co liczyć, gdyż są ze sobą pokłóceni. Pomocną dłoń wyciąga do niego jego pierwsza miłość Pachita (Claudia Liliana Gonzalez). 

## Obsada
- Orlando Valenzuela jako Alvaro Larrea 'Pokraka'
- Claudia Liliana Gonzalez jako Pachita
- Inés Oviedo jako Mariluz
- Laura Perico jako Sara
- Andres Mercado jako Andres
- Johana Bahamon jako Monica
- Felipe Noguera jako Joaquin
- Fernando Arevalo jako Acuna
- Juan Carlos Arango jako Mameluco
- Aura Helena Prada jako Catalina
- Chela Del Rio jako Conchita
- Margarita Munos jako Susana
- Andres Sanchez jako Chiquito
- Sergio Asani jako Tuiter
- Vanessa Blandyn jako La Gata